# Шо-де-Пре
Шо-де-Пре (фр. Chaux-des-Prés) — колишній муніципалітет у Франції, у регіоні Бургундія-Франш-Конте, департамент Жура. Населення — 187 осіб (2011).
Муніципалітет був розташований на відстані близько 380 км на південний схід від Парижа, 85 км на південь від Безансона, 31 км на південний схід від Лонс-ле-Соньє.

## Історія
У 1956-2015 роках муніципалітет перебував у складі регіону Франш-Конте. Від 1 січня 2016 року належав до нового об'єднаного регіону Бургундія-Франш-Конте.
1 січня 2016 року Шо-де-Пре і Преновель було об'єднано в новий муніципалітет Нанше.

## Демографія
Динаміка населення (Insee ):
Розподіл населення за віком та статтю (2006):
| Стать | Всього | До 15 років | 15-24 | 25-44 | 45-64 | 65-85 | Понад 85 |
| --- | ------ | ----------- | ----- | ----- | ----- | ----- | -------- |
| Чоловіки | 92     | 12          | 16    | 28    | 32    | 4     | 0        |
| Жінки | 88     | 12          | 8     | 32    | 16    | 20    | 0        |
| \| Статево-вікова піраміда \| Статево-вікова піраміда \| Статево-вікова піраміда \| \| ----------------------- \| ----------------------- \| ----------------------- \| \| Чоловіки \| Вік \| Жінки \| \| 0 \| 85 + \| 0 \| \| 0 \| 80-84 \| 0 \| \| 0 \| 75-79 \| 8 \| \| 0 \| 70-74 \| 4 \| \| 4 \| 65-69 \| 8 \| \| 4 \| 60-64 \| 0 \| \| 20 \| 55-59 \| 0 \| \| 8 \| 50-54 \| 4 \| \| 0 \| 45-49 \| 12 \| \| 8 \| 40-44 \| 16 \| \| 16 \| 35-39 \| 16 \| \| 4 \| 30-34 \| 0 \| \| 0 \| 25-29 \| 0 \| \| 0 \| 20-24 \| 0 \| \| 16 \| 15-20 \| 8 \| \| 0 \| 10-14 \| 4 \| \| 8 \| 5-9 \| 0 \| \| 4 \| 0-4 \| 8 \| |        |             |       |       |       |       |          |
| Статево-вікова піраміда |        |             |       |       |       |       |          |
| Чоловіки | Вік    | Жінки       |       |       |       |       |          |
| 0 | 85 +   | 0           |       |       |       |       |          |
| 0 | 80-84  | 0           |       |       |       |       |          |
| 0 | 75-79  | 8           |       |       |       |       |          |
| 0 | 70-74  | 4           |       |       |       |       |          |
| 4 | 65-69  | 8           |       |       |       |       |          |
| 4 | 60-64  | 0           |       |       |       |       |          |
| 20 | 55-59  | 0           |       |       |       |       |          |
| 8 | 50-54  | 4           |       |       |       |       |          |
| 0 | 45-49  | 12          |       |       |       |       |          |
| 8 | 40-44  | 16          |       |       |       |       |          |
| 16 | 35-39  | 16          |       |       |       |       |          |
| 4 | 30-34  | 0           |       |       |       |       |          |
| 0 | 25-29  | 0           |       |       |       |       |          |
| 0 | 20-24  | 0           |       |       |       |       |          |
| 16 | 15-20  | 8           |       |       |       |       |          |
| 0 | 10-14  | 4           |       |       |       |       |          |
| 8 | 5-9    | 0           |       |       |       |       |          |
| 4 | 0-4    | 8           |       |       |       |       |          |

## Економіка
2010 року серед 121 особи працездатного віку (15—64 років) 88 були активними, 33 — неактивними (показник активності 72,7%, у 1999 році було 72,8%). З 88 активних мешканців працювали 83 особи (46 чоловіків та 37 жінок), безробітними було 5 (3 чоловіки та 2 жінки). Серед 33 неактивних 16 осіб було учнями чи студентами, 7 — пенсіонерами, 10 були неактивними з інших причин.

У 2010 році в муніципалітеті числилось 70 оподаткованих домогосподарств, у яких проживали 194,0 особи, медіана доходів виносила 18 876 євро на одного особоспоживача